# ريكاردو دوران
ريكاردو دوران (بالإسبانية: Ricardo Durán)‏ هو مجدف أرجنتيني، ولد في 20 سبتمبر 1938.

## وصلات خارجية
- ريكاردو دوران على موقع الاتحاد الدولي للتجديف (الإنجليزية)
- ريكاردو دوران على موقع أوليمبيديا (الإنجليزية)